# Pierre Marinovitch
Pierre Marinovitch (ur. 1 sierpnia 1898 w Paryżu, zm. 2 października 1919 w Brukseli) – francuski as myśliwski z czasów I wojny światowej.

## Początkowe lata służby i wyszkolenie
Jego ojciec był Serbem, a matka Polką. W lutym 1916 wstąpił do armii francuskiej i został przydzielony do 27 Regimentu Dragonów (27e Regiment de Dragons). Po złożeniu podania o przeniesienie do lotnictwa rozpoczął szkolenie w lipcu, a w październiku tego roku otrzymał dyplom pilota. Następnie, za sprawą swojego wyjątkowego talentu, został skierowany do szkoły myśliwców w Pau, gdzie ćwiczył technikę latania, oraz do Cazeaux, gdzie doskonalił umiejętności strzeleckie.

## Służba jako pilot myśliwski
W styczniu 1917 roku przydzielony został do eskadry N 81. Z powodu choroby nie mógł dołączyć do jednostki, gdy ta wyruszyła na front. Po wyleczeniu został przydzielony do N 94, a potem N 38. Pierwszy lot bojowy wykonał latem 1917. Pierwsze zwycięstwo odniósł na początku września, a do końca roku zniszczył jeszcze jeden wrogi samolot.
W związku z niebezpiecznymi wypadami za linię wroga podczas lotu bojowego, 20 stycznia 1918 został ukarany aresztem wojskowym – spał w celi, ale wykonywał loty bojowe. Podczas jednej z akcji, w pościgu za niemieckim samolotem dwumiejscowym, doleciał aż nad lotnisko nieprzyjaciela i został ostrzelany przez obronę naziemną. Innym razem podczas patrolu zaatakował samotnie niedaleko Villers-Cotterêts dwanaście Fokkerów D.VII. Jedna z kul wystrzelonych przez Niemców musnęła mu włosy, a inna przeszła tuż pod ręką. 
Pierre Marinovitch odniósł łącznie co najmniej 21 potwierdzonych zwycięstw – co było najlepszym wynikiem w jego Escadrille (SPA 94) – w tym nad asami lotnictwa niemieckiego takimi jak Walter von Bülow-Bothkamp (prawdopodobnie) oraz Karl Schlegel.

## Po I wojnie światowej
Zmarł po wojnie w szpitalu wojskowym w Brukseli, w wyniku ran odniesionych w katastrofie lotniczej. Spoczywa na cmentarzu Père-Lachaise w Paryżu.

## Odznaczenia
- Legia Honorowa;
- Médaille militaire;
- Krzyż Wojenny (Francja)[1] .